# Centre de recherche sur l'imaginaire
Le Centre de recherche sur l’imaginaire (ou École de Grenoble) est un centre de formation pluridisciplinaire de l'Université de Grenoble (littérature française, littératures comparées, lettres étrangères, sociologie, psychologie, anthropologie) consacré à une réflexion sur l’imaginaire et sur l’imagination symbolique prenant sa source dans les travaux de Mircea Eliade,  Gaston Bachelard et de Gilbert Durand (cofondateur du centre en 1966).
Le CRI a comme méthode d’approche l’analyse des procédures symboliques (représentations, symboles, mythes...) comme éléments déterminants de la création littéraire et artistique (mythocritique) et sous-tendant, sur une période donnée, les attitudes socio-historico-culturelles (mythanalyse).
En 2014, le rapprochement du CRI et du Laboratoire de Sociologie de Grenoble EMC2 (Emotion-Médiation-Culture-Connaissance) a donné naissance à ISA (Centre de recherche Imaginaire et Socio-Anthropologie), équipe cofondatrice en janvier 2015 du laboratoire Litt&Arts (UMR 5316).